# Буси сул Тирино
Буси сул Тирино (итал. Bussi sul Tirino) је насеље у Италији у округу Пескара, региону Абруцо.
Према процени из 2011. у насељу је живело 2432 становника. Насеље се налази на надморској висини од 323 м.

## Становништво
| 1931. | 1936. | 1951. | 1961. | 1971. | 1981. | 1991. | 2001. | 2011. |
| ----- | ----- | ----- | ----- | ----- | ----- | ----- | ----- | ----- |
| 3.721 | 4.012 | 4.089 | 3.887 | 3.437 | 3.388 | 3.236 | 2.977 | 2.636 |